# Диодор Юрьегорский
Диодо́р (в миру Диомид Иерофеевич; 1580—1633 гг.) — преподобный Русской православной церкви, основатель и строитель Юрьегорской Демьяновой пустыни близ города Олонца.

## Биография
Диомид родился около 1580 года в деревне Турчасово Каргопольского уезда на реке Онеге. Родители — Иерофей и Мария.
Приблизительно в 1595 году с благословения родителей ушёл на богомолье в Соловецкий монастырь и вскоре постригся в монашество с именем Диодор.
Развившееся в то время стремление к пустынножительству коснулось и Диодора; его находили едва живым от голода; настоятели вынуждены были даже принимать меры против страсти к отшельничеству: вместе с другими и Диодор был заключён в оковы и водворён в монастырь.
Через три месяца, Диодор снова удалился в пустыню и прожил на Соловецком острове полгода, затем покинул Соловецкие острова и отправился в сторону Онеги и на Юрьевой горе, над озером Вадлом в Олонецкой губернии прожил семь лет в полном одиночестве.
Диодор выхлопотал разрешение на устройство Свято-Троицкой обители, построил там два храма и кельи для братии. У новой обители было много нужд, у неё не было даже своего хлебопашества, и иноки часто голодали; недовольные не раз хотели убить Диодора.
Скончался преподобный Диодор 27 ноября 1633 года в Каргополе, где был по нуждам обители. Через два месяца его нетленные мощи были перевезены в основанную им Свято-Троицкую обитель. Похоронен был рядом с монастырским собором. В 1764 году мощи преподобного Диодора Юрьегорского находились под спудом в самой Троицкой церкви Юрьегорского монастыря.
Память его празднуется церковью в день его смерти, а также в Соборах Архангельских, Карельских, Новгородских и Соловецких святых.